# 第一人稱
在文學及文法中，第一人稱（英語：First person），即自稱，是人稱的一種，用來表示說話方的人自己。以第一人稱的角度來敍事，是一種重要的文學手法。

## 代名詞
在代名詞中，結合人稱與數，形成人稱代詞。以第一人稱角度形成的人稱代稱，通常用來指說話方，可以有單數及複數二種。在現代標準漢語中，第一人稱單數代名詞為「我」，第一人稱複數代名詞為「我們」。
在古典漢語中，第一人稱的單數代名詞有「吾」、「余」、「予」、「卬」、「敝人」、「鄙人」、「僕」、「我」等。
在司法上，一般自稱為「本人」。
在英文中，第一人稱單數代名詞為，第一人稱複數代名詞為。
在日文中，較常見的有、（頭兩個通常為男性專用）。

## 動詞
在印歐語系與亚非语系中，根據主詞的人稱，動詞可能出現不同的變化。
以英語為例，動詞，接續在第一人稱單數主詞之後時，為，接續在第一人稱複數主詞之後為。